# Error garrafal (ajedrez)
En ajedrez un error garrafal es una jugada o decisión que empeora gravemente la situación del jugador al permitir una pérdida de material, jaque mate u otro resultado negativo. Suele deberse a algún tipo de descuido estratégico, ya sea por apuros de tiempo, exceso de confianza o descuido. Aunque son más comunes en los jugadores principiantes, todos los jugadores humanos los cometen, incluso a nivel de campeonato mundial. Crear oportunidades para que el oponente cometa un error garrafal es una habilidad importante en el juego de ajedrez en persona (over-the-board). 
La diferencia entre lo que se considera un "error garrafal" y un error normal es algo subjetivo. Un movimiento débil de un jugador novato podría explicarse por la falta de habilidad del jugador, mientras que el mismo movimiento de un maestro podría considerarse un error garrafal. En la notación de ajedrez, los errores suelen marcarse con un doble signo de interrogación ("??") después de la jugada. 
Especialmente entre los jugadores aficionados y novatos, los errores ocurren a menudo debido a un proceso de pensamiento defectuoso en el que los jugadores no consideran los movimientos forzados del oponente. En particular, es necesario considerar jaques, capturas y amenazas en cada movimiento. Descuidar estas posibilidades deja al jugador vulnerable a simples errores estratégicos. 
Una técnica recomendada antiguamente para evitar errores garrafales era anotar el movimiento planeado en la plantilla de anotación y luego echar un último vistazo antes de realizarlo.   Esta práctica no era infrecuente incluso en el nivel de gran maestro.  Sin embargo, en 2005 la Federación Internacional de Ajedrez (FIDE) lo prohibió y exigió que el movimiento se hiciera antes de escribirlo.   La Federación de Ajedrez de Estados Unidos también implementó esta regla, efectiva a partir del 1 de enero de 2007 (un cambio a la regla 15A),  aunque no se aplica universalmente.

## Ejemplos
Los jugadores experimentados, incluso los grandes maestros, ocasionalmente cometen errores críticos.

### Mikhail Chigorin vs. Wilhelm Steinitz
|       |       |    |       |       |       |       |       |    |  |
|       | a8    | b8 | c8    | d8    | e8    | f8    | g8    | h8 |  |
| a7 pd | b7 pd | c7 | d7    | e7 rl | f7    | g7    | h7 pd |    |  |
| a6    | b6    | c6 | d6 bl | e6 nl | f6 kd | g6 bd | h6    |    |  |
| a5    | b5    | c5 | d5 pl | e5    | f5 pd | g5    | h5    |    |  |
| a4    | b4    | c4 | d4    | e4    | f4    | g4    | h4 pd |    |  |
| a3    | b3    | c3 | d3    | e3    | f3    | g3    | h3    |    |  |
| a2 pl | b2 pl | c2 | d2 rd | e2 rd | f2    | g2    | h2 pl |    |  |
| a1    | b1    | c1 | d1    | e1    | f1 rl | g1    | h1 kl |    |  |
|       |       |    |       |       |       |       |       |    |  |

Esta posición es del juego 23 del Campeonato Mundial de 1892 en La Habana, Cuba. Chigorin, jugando con blancas, tiene una pieza de ventaja (Steinitz perdió un caballo por un peón al principio de la partida), pero su alfil se ve obligado a permanecer en d6 para proteger tanto la torre de e7 como el peón de h2. Si hubiera ganado, Chigorin habría empatado el encuentro y lo habría enviado a un juego de desempate. Después del 31... Tcd2, jugó 32. Ab4??. Steinitz respondió 32... Txh2+ y Chigorin inmediatamente abandonó (ante el compañero ciego 33.Rg1 Tdg2#), perdiendo la partida. 

### Ernst Gruenfeld vs. Alexander Alekhine
|       |       |    |       |       |       |       |       |    |  |
|       | a8    | b8 | c8 qd | d8 rd | e8    | f8    | g8 kd | h8 |  |
| a7    | b7    | c7 | d7    | e7    | f7 pd | g7 bd | h7    |    |  |
| a6 pd | b6    | c6 | d6    | e6    | f6    | g6 pd | h6 pd |    |  |
| a5    | b5 pd | c5 | d5    | e5    | f5    | g5    | h5    |    |  |
| a4    | b4    | c4 | d4 nl | e4 pd | f4    | g4    | h4    |    |  |
| a3 pl | b3    | c3 | d3 nd | e3 pl | f3    | g3    | h3    |    |  |
| a2 nl | b2 pl | c2 | d2    | e2 ql | f2 pl | g2 pl | h2 pl |    |  |
| a1    | b1    | c1 | d1 rl | e1    | f1    | g1 kl | h1    |    |  |
|       |       |    |       |       |       |       |       |    |  |

Esta partida entre Ernst Gruenfeld y Alexander Alekhine es del torneo de Karlsbad de 1923, ronda 2. En posición en el diagrama, las blancas deben realizar su movimiento número 30. Gruenfeld jugó 30.f3?? que inmediatamente pierde a 30... Txd4 porque 31.exd4 es imposible: tras 31... Axd4+ 32. Rf1 Cf4 33. Dxe4 Dc4+ 35. Re1 Cxg2+ 36. Rd2 Ae3+ y las blancas al menos perderán su dama. La partida terminó poco después tras otros errores de Gruenfeld: 31.fxe4 Cf4 32.exf4 Dc4 33. Dxc4?? Txd1+ 34. Df1?? Ad4+ y abandonó debido al inevitable mate de última fila 35. Rh1 Txf1#. 

### Archil Ebralidze vs. Viacheslav Ragozin
|       |       |       |       |       |       |       |       |    |  |
|       | a8    | b8    | c8    | d8    | e8    | f8    | g8    | h8 |  |
| a7 pd | b7    | c7    | d7 rl | e7 bd | f7 kd | g7    | h7 pd |    |  |
| a6    | b6    | c6    | d6    | e6    | f6    | g6 pd | h6    |    |  |
| a5    | b5    | c5    | d5    | e5    | f5    | g5    | h5    |    |  |
| a4    | b4    | c4 rd | d4 nl | e4    | f4    | g4    | h4    |    |  |
| a3    | b3 pl | c3    | d3    | e3    | f3    | g3    | h3    |    |  |
| a2 pl | b2    | c2    | d2    | e2    | f2    | g2    | h2 kl |    |  |
| a1    | b1    | c1    | d1    | e1    | f1    | g1    | h1    |    |  |
|       |       |       |       |       |       |       |       |    |  |

Esta partida de ajedrez se jugó en el Campeonato de Ajedrez de la URSS de 1937, celebrado en Tbilisi.
Ragozin planeaba intercambiar torres con 40... Tc7 41. Txc7 Ad6+ ya que esto transpondría el juego a un final ganador de alfil contra caballo para las negras. Por lo tanto, Ragozin jugó 40... Tc7??, sin darse cuenta de que después de los 41. Txc7, el alfil quedaría clavado al rey y, por lo tanto, sería un completo error de torre. 
Ebralidze empezó a calcular, no queriendo estar en un final perdido. Él tampoco se había dado cuenta de eso después de los 41 años. Txc7 el alfil quedaría inmovilizado. Después de que Ebralidze pensara durante unos 15 minutos, según Adrian Mikhalchishin, "la multitud se volvió literalmente loca".
Alguien entre el público gritó: "¡Archil, toma la torre!". Siguieron más gritos del público. Finalmente, Ebralidze gritó: "¡Puedo verlo, patzers!". Ebralidze jugó 41. Td5?? , perdiendo por completo la torre libre.
El juego continuó 41... Af6 42. Cb5 Tc2+ 43. Rg3 a6 44. Td7+ Re8 45. Tc7?? , con Ebralidze perdiendo su torre ante el tenedor del alfil 45... Ae5+, que jugó Ragozin, y Ebralidze renunció. 

### Tigran Petrosian vs. David Bronstein
|       |       |       |       |       |       |       |       |       |  |
|       | a8    | b8 rd | c8 bd | d8    | e8    | f8 rd | g8    | h8 kd |  |
| a7    | b7 pd | c7    | d7 nd | e7    | f7    | g7 qd | h7    |       |  |
| a6 pd | b6    | c6    | d6 ql | e6    | f6    | g6 pd | h6    |       |  |
| a5 pl | b5    | c5    | d5 nl | e5 pd | f5 nd | g5    | h5 pd |       |  |
| a4    | b4    | c4 pl | d4    | e4 nl | f4    | g4    | h4 pl |       |  |
| a3    | b3    | c3    | d3    | e3    | f3    | g3 pl | h3    |       |  |
| a2    | b2 rl | c2    | d2    | e2    | f2 pl | g2 bl | h2    |       |  |
| a1    | b1 rl | c1    | d1    | e1    | f1    | g1    | h1 kl |       |  |
|       |       |       |       |       |       |       |       |       |  |

Esta posición surgió en el Torneo de Candidatos de 1956 en Ámsterdam. Petrosian, disfruta de una clara ventaja con fuertes caballos, torres activas y gran movilidad mientras la posición de las negras está congestionada. Bronstein durante los últimos siete turnos ha realizado movimientos de caballo sin rumbo, Cc6 – d4 – c6 – d4, mientras que las blancas seguían fortaleciendo su posición. Ahora jugó Cd4–f5, amenazando a la dama blanca. Las blancas pueden conservar la ventaja con una jugada como 36. Dc7. Sin embargo, pasó por alto que la dama estaba en prise, jugó 36. Cg5?? y renunció después de 36... Cxd6.

### Miguel Najdorf vs. Bobby Fischer
|       |       |       |       |    |       |       |       |    |  |
|       | a8    | b8 rd | c8    | d8 | e8 nd | f8 qd | g8 kd | h8 |  |
| a7    | b7 bd | c7    | d7    | e7 | f7 pd | g7 bd | h7    |    |  |
| a6 pd | b6    | c6    | d6    | e6 | f6    | g6    | h6 pd |    |  |
| a5 nl | b5    | c5 pd | d5 pl | e5 | f5 ql | g5    | h5    |    |  |
| a4 pl | b4 pd | c4 nl | d4    | e4 | f4 pd | g4    | h4    |    |  |
| a3    | b3    | c3    | d3    | e3 | f3 bl | g3    | h3 pl |    |  |
| a2    | b2 pl | c2    | d2    | e2 | f2 pl | g2 pl | h2    |    |  |
| a1    | b1    | c1    | d1 rl | e1 | f1    | g1 kl | h1    |    |  |
|       |       |       |       |    |       |       |       |    |  |

Esta partida entre Miguel Najdorf y Bobby Fischer de la Copa Piatigorsky de 1966 es un ejemplo de cómo un jugador en mala posición se rompe bajo presión. Según Mednis,  el error decisivo de Fischer se produjo al principio de la partida, y aquí el peón negro en f4 está a punto de caer. Fischer cometió el error 30... Cd6?? acortando el juego. Después de Najdorf jugó 31. Cxd6, Fischer renunció porque se dio cuenta después de la respuesta de Najdorf de que 31... Dxd6 32. Cxb7 gana una pieza porque 32... Txb7 33. Dc8+ es una bifurcación que gana la torre en b7, por lo que las blancas ganan al menos una menor pieza.
Najdorf comentó sobre el 29 de las negras... Tb8: "No hay una defensa satisfactoria. Si 29...Aa8 entonces ganaría 30.Cb6 o 30.Df5... Tenía que ganar material menor (el peón en f4), pero esto [30...Cd6 ? ] decide inmediatamente. Fischer, desmoralizado por su posición inferior, no se dio cuenta del simple punto." 

### Viktor Korchnoi vs. Anatoly Karpov
|       |    |       |       |       |    |       |       |    |  |
|       | a8 | b8    | c8    | d8    | e8 | f8    | g8    | h8 |  |
| a7    | b7 | c7    | d7    | e7    | f7 | g7    | h7 rl |    |  |
| a6    | b6 | c6 rd | d6    | e6    | f6 | g6    | h6    |    |  |
| a5    | b5 | c5    | d5    | e5    | f5 | g5    | h5    |    |  |
| a4 pl | b4 | c4    | d4    | e4 nd | f4 | g4    | h4    |    |  |
| a3 rl | b3 | c3    | d3    | e3    | f3 | g3    | h3    |    |  |
| a2    | b2 | c2    | d2 nd | e2 kd | f2 | g2 pl | h2 pl |    |  |
| a1    | b1 | c1    | d1    | e1    | f1 | g1 kl | h1    |    |  |
|       |    |       |       |       |    |       |       |    |  |

Esta posición es de la partida 17 del Campeonato Mundial de 1978 entre Viktor Korchnoi, el retador, y el Campeón Mundial, Anatoly Karpov . Karpov, jugando con negras, está amenazando un mate en la última fila con 39... Rc1#. Korchnoi podría haber evitado esto moviendo su peón g (pero no el peón h porque 39.h3 o h4 lleva a 39...Tc1+ 40.Rh2 Cf1+ 41.Rg1 Cfg3+ 42.Rh2 Th1#), proporcionando una casilla de escape para su rey. En serios apuros de tiempo, Korchnoi jugó 39. Ra1?? y renunció después de 39... Cf3+ ! con jaque mate forzado tras 40.gxf3 Tg6+ 41. Rh1 Cf2# o 40. Rh1 Cf2#. Karpov ganó el partido y luego volvió a vencer a Korchnoi en 1981 en la " Masacre de Merano ".  

### Abraham Sztern vs. Rolf Lundquist
|       |       |       |       |       |       |       |       |    |  |
|       | a8    | b8    | c8    | d8    | e8 rd | f8    | g8 kd | h8 |  |
| a7    | b7 pd | c7    | d7    | e7    | f7    | g7 pd | h7 pd |    |  |
| a6    | b6 qd | c6    | d6 pl | e6    | f6    | g6    | h6    |    |  |
| a5    | b5    | c5 pd | d5    | e5 nl | f5 pd | g5 pl | h5    |    |  |
| a4    | b4    | c4    | d4 nd | e4    | f4 pl | g4    | h4    |    |  |
| a3 rd | b3    | c3    | d3 bl | e3 ql | f3    | g3    | h3 pl |    |  |
| a2    | b2 pl | c2    | d2    | e2    | f2    | g2    | h2    |    |  |
| a1    | b1 kl | c1 rl | d1    | e1    | f1    | g1    | h1    |    |  |
|       |       |       |       |       |       |       |       |    |  |

En esta posición, las negras ofrecieron tablas. Las blancas pidieron a las negras que hicieran un movimiento primero. De acuerdo con las reglas del ajedrez (ver empate por acuerdo), las negras deben realizar un movimiento en respuesta a esta solicitud y la oferta de empate no puede retractarse. Las negras jugaron 28... Dxb2+! , que gana en el acto (29.Rxb2 Tb3+ 30.Ka1 Ta8+ 31.Aa6 Txa6#). Las blancas quedaron tan atónitas que olvidaron que aún podían aceptar la oferta de tablas y renunciaron.
Este error fue publicado en una edición única, Not the British Chess Magazine, organizada por el GM Murray Chandler en 1984, donde fue votado como el error del año por un equipo de panelistas. 

### Murray Chandler vs. Susan Polgar
|    |    |    |    |       |    |       |       |    |  |
|    | a8 | b8 | c8 | d8    | e8 | f8    | g8    | h8 |  |
| a7 | b7 | c7 | d7 | e7    | f7 | g7 kd | h7    |    |  |
| a6 | b6 | c6 | d6 | e6 kl | f6 | g6    | h6 nd |    |  |
| a5 | b5 | c5 | d5 | e5    | f5 | g5 pl | h5    |    |  |
| a4 | b4 | c4 | d4 | e4 bl | f4 | g4    | h4    |    |  |
| a3 | b3 | c3 | d3 | e3    | f3 | g3    | h3    |    |  |
| a2 | b2 | c2 | d2 | e2    | f2 | g2    | h2 pl |    |  |
| a1 | b1 | c1 | d1 | e1    | f1 | g1    | h1    |    |  |
|    |    |    |    |       |    |       |       |    |  |

En este ejemplo, de un torneo en Biel en 1987, la partida no resultó en una derrota para el que cometió el error, sino en un embarazoso empate para el GM británico Murray Chandler. En la posición del diagrama, Chandler está ganando. Su oponente, Susan Polgar, usó la astuta trampa 53... Cg8–h6 !? . Chandler se dio cuenta de que después de 54.gxh6+ Rxh6 se quedaría con la considerable ventaja material de un rook pawn y un alfil contra un rey desnudo. Sin embargo, dado que el alfil no puede controlar la casilla de promoción h8, las negras empatarán si logran que su rey controle h8 debido a la fortaleza de peón de torre equivocada. Pero Chandler calcula más y se da cuenta de que es él quien ganará el control de la casilla h8 después de 55. Rf6, y así ganar la partida. 
Por lo tanto, Chandler jugó 54.gxh6+?? , pero en lugar de los 54 esperados... Rxh6, Polgar jugó 54... Rh8, lo que lleva a casi la misma situación de rey, alfil y peón de torre versus rey desnudo que Chandler había calculado que evitaría, y la pequeña diferencia de que las blancas tienen dos peones de torre en lugar de uno no tiene ningún efecto en el resultado. Las negras controlan la casilla h8 y no pueden ser perseguidas ni expulsadas de ella, por lo que las blancas no pueden promover su peón. Después de 55. Ad5 Rh7 56. Rf7 Rh8 los jugadores acordaron empatar.
Chandler podría haber realizado numerosos movimientos que habrían mantenido su posición ganadora; las formas más rápidas de ganar eran 54.h4 y 54. Af5 según la tabla de Shredder. 

### Alexander Beliavsky vs. Leif Erlend Johannessen
|    |       |       |       |       |       |       |       |    |  |
|    | a8    | b8    | c8    | d8    | e8    | f8    | g8    | h8 |  |
| a7 | b7    | c7    | d7    | e7    | f7 pd | g7    | h7 kd |    |  |
| a6 | b6    | c6 pd | d6    | e6    | f6    | g6 pd | h6    |    |  |
| a5 | b5    | c5    | d5 pd | e5    | f5 pl | g5 ql | h5 pd |    |  |
| a4 | b4    | c4    | d4 pl | e4    | f4    | g4    | h4 pl |    |  |
| a3 | b3    | c3    | d3    | e3 pl | f3 pl | g3 kl | h3    |    |  |
| a2 | b2    | c2    | d2    | e2    | f2    | g2    | h2    |    |  |
| a1 | b1 qd | c1    | d1    | e1    | f1    | g1    | h1    |    |  |
|    |       |       |       |       |       |       |       |    |  |

Este ejemplo, de una partida jugada en Linares en 2002, es una de las muy raras circunstancias en las que un gran maestro hace el peor movimiento posible, el único que permite jaque mate en el siguiente movimiento. En este final de damas, las blancas tienen cierta ventaja tras 69.fxg6+ fxg6 70. Rf4 debido al débil peón de las negras en c6. Beliavsky jugó 69. Rf4??, sin embargo, pasando por alto la respuesta 69... Db8#. Según Johannessen, ambos jugadores tardaron unos momentos en darse cuenta de que se trataba de jaque mate, y Beliavsky se comportó bien con este percance. 

### Deep Fritz vs. Vladimir Kramnik
|       |       |       |    |       |    |       |       |       |  |
|       | a8    | b8    | c8 | d8    | e8 | f8 nl | g8    | h8 kd |  |
| a7 qd | b7    | c7    | d7 | e7    | f7 | g7 pd | h7    |       |  |
| a6    | b6    | c6    | d6 | e6    | f6 | g6    | h6 pd |       |  |
| a5    | b5    | c5    | d5 | e5 pl | f5 | g5    | h5    |       |  |
| a4 pd | b4 pd | c4    | d4 | e4 ql | f4 | g4    | h4    |       |  |
| a3    | b3    | c3    | d3 | e3    | f3 | g3    | h3    |       |  |
| a2    | b2 pl | c2    | d2 | e2    | f2 | g2 pl | h2 pl |       |  |
| a1    | b1    | c1 bd | d1 | e1    | f1 | g1    | h1 kl |       |  |
|       |       |       |    |       |    |       |       |       |  |

En noviembre de 2006, el actual campeón mundial de ajedrez Vladimir Kramnik compitió en el World Chess Challenge: Man vs. Machine, una partida de seis partidas contra el ordenador de ajedrez Deep Fritz en Bonn, Alemania. Después de que la primera partida terminó en tablas, Kramnik, jugando con negras, fue generalmente considerado en una posición cómoda en la partida 2, y aparentemente él mismo pensó lo mismo, ya que rechazó las tablas al evitar una posible triple repetición en 29... Qa7. Los problemas de Kramnik comenzaron cuando decidió jugar para ganar y empujó su peón a, 31... a4. Los comentaristas, incluido el gran maestro estadounidense Yasser Seirawan, expresaron su preocupación sobre las intenciones de Kramnik y la situación se volvió más incierta a medida que avanzaba la partida con 32. Cxe6 Axe3+ 33. Rh1 Axc1 34. Cxf8, convirtiéndolo en un probable empate.  El partido podría haber terminado con 34... Rg8 35. Cg6 Axb2 36. Dd5+ Rh7 37. Cf8+ Rh8 38. Cg6+.
Sin embargo, el siguiente movimiento de Kramnik, 34... De3?? (un movimiento premiado con "???" originalmente por ChessBase en una historia que cubría el error de Kramnik, e incluso "??????" por Susan Polgar ), fue una gran sorpresa y fue descrito como posiblemente el "error del siglo". " y quizás el "mayor error jamás cometido" por Susan Polgar, ya que Kramnik pasó por alto un mate en uno.  Deep Fritz inmediatamente terminó el juego con 35. Dh7#. Más tarde, Seirawan calificó la jugada de Kramnik como "una tragedia".
De ChessBase : "Kramnik realizó la jugada 34...De3 con calma, se levantó, recogió su taza y estaba a punto de abandonar el escenario para ir a su baño. Al menos un comentarista de audio tampoco notó nada, mientras que el operador de Fritz Mathias Feist Siguió mirando del tablero a la pantalla y viceversa, apenas capaz de creer que había ingresado el movimiento correcto. Fritz estaba mostrando mate en uno, y cuando Mathias lo ejecutó en el tablero, Kramnik agarró brevemente su frente, tomó asiento para firmar "Tomé el acta y me fui a la rueda de prensa".  Durante el mismo, afirmó que había planeado el movimiento supuestamente ganador 34... De3 ya al jugar 29... Da7, y había vuelto a comprobar la línea después de cada movimiento posterior. Tras un cambio de damas, las negras ganarían fácilmente con su peón distante; después de los 35. Dxb4 De2 o 35. Cg6+ Rh7 36. Cf8+ Rg8 las negras también ganan finalmente.
El periodista de ajedrez Alexander Roshal intentó explicar el error diciendo que el patrón de apareamiento de una dama en h7 protegida por un caballo en f8 es extremadamente raro y no está incluido en el repertorio automático de un gran maestro. 

### Étienne Bacrot vs. Ernesto Inarkiev
|       |       |       |       |       |       |       |       |       |  |
|       | a8    | b8    | c8    | d8    | e8    | f8 rd | g8 nd | h8 rd |  |
| a7    | b7 pd | c7    | d7    | e7    | f7    | g7 kd | h7    |       |  |
| a6 pd | b6    | c6 pd | d6 pd | e6    | f6    | g6    | h6 pd |       |  |
| a5    | b5    | c5    | d5    | e5    | f5 qd | g5 pd | h5    |       |  |
| a4    | b4    | c4    | d4 pl | e4    | f4    | g4    | h4    |       |  |
| a3    | b3    | c3    | d3    | e3    | f3 nl | g3    | h3 pl |       |  |
| a2 pl | b2 pl | c2 pl | d2    | e2 ql | f2 pl | g2 pl | h2    |       |  |
| a1 rl | b1    | c1 bl | d1    | e1    | f1    | g1 kl | h1    |       |  |
|       |       |       |       |       |       |       |       |       |  |

Este partido se jugó en mayo de 2008 en el Gran Premio de Bakú del Gran Premio de la FIDE 2008-2010. En la ronda 11, Étienne Bacrot jugó con blancas contra Ernesto Inarkiev. En la jugada 23, jaqueó al rey negro con 23. De7+??. Ambos jugadores anotaron la jugada con calma. Bacrot entonces se dio cuenta de que su reina estaba siendo atacada por el caballo negro y renunció. 

### Magnus Carlsen vs. Levon Aronian
|       |       |       |       |       |       |       |       |    |  |
|       | a8    | b8    | c8    | d8    | e8    | f8 rd | g8 kd | h8 |  |
| a7    | b7    | c7 pd | d7    | e7    | f7    | g7 pd | h7    |    |  |
| a6    | b6 pd | c6 pd | d6    | e6 nd | f6    | g6    | h6    |    |  |
| a5    | b5    | c5    | d5    | e5 pd | f5    | g5    | h5 pd |    |  |
| a4    | b4 bd | c4 pl | d4    | e4 nl | f4    | g4    | h4    |    |  |
| a3    | b3    | c3    | d3 pl | e3 bl | f3 rd | g3 pl | h3 qd |    |  |
| a2    | b2    | c2 pl | d2    | e2    | f2 pl | g2    | h2 pl |    |  |
| a1 rl | b1    | c1    | d1 ql | e1    | f1 rl | g1    | h1 kl |    |  |
|       |       |       |       |       |       |       |       |    |  |

El partido entre los dos jugadores mejor valorados del mundo en la final del Grand Slam Master de 2012 en São Paulo y Bilbao (este partido se jugó en São Paulo) tuvo un doble error. Carlsen, con blancas, cometió el error táctico 27. Af4??, y vio casi de inmediato que este pierde frente a 27... T8xf4!. De hecho, ganar una pieza desde que tomaron la torre le da a las negras un mate forzado: 28.gxf4 Cxf4 (amenazando Dg2#) 29. Tg1 Dxh2+ 30. Rxh2 Th3#.
Carlsen esperó a que Aronian hiciera su movimiento, y Aronian finalmente jugó el sólido 27... Ac3??, permitiendo a las blancas volver al juego. Aronian había visto 27... T8xf4, pero jugando rápido para evitar problemas de tiempo, pensó que las blancas podrían contraatacar con 28.gxf4 Cxf4 29. Ra8+ desde ambos 29... Rf7 y 29... Kh7 pierde ante la bifurcación de caballo 30. Cg5+. Se le había escapado, sin embargo, que la retirada 29... Af8! pone fin al breve contraataque de las blancas y deja a las blancas indefensas contra la amenaza de mate. 
La partida acabó en tablas mediante jaque perpetuo en la jugada 48.

### Magnus Carlsen vs. Viswanathan Anand
|       |       |       |    |       |       |       |       |       |  |
|       | a8    | b8    | c8 | d8    | e8    | f8    | g8 rd | h8 rd |  |
| a7    | b7 kd | c7    | d7 | e7    | f7 pd | g7    | h7    |       |  |
| a6    | b6 pd | c6 bd | d6 | e6 pd | f6    | g6 nd | h6 pd |       |  |
| a5 pd | b5    | c5 pd | d5 | e5 pl | f5    | g5    | h5 rl |       |  |
| a4    | b4    | c4 pl | d4 | e4    | f4    | g4 rl | h4    |       |  |
| a3    | b3    | c3 pl | d3 | e3 bl | f3    | g3    | h3    |       |  |
| a2 pl | b2    | c2 bl | d2 | e2    | f2 pl | g2 pl | h2    |       |  |
| a1    | b1    | c1 kl | d1 | e1    | f1    | g1    | h1    |       |  |
|       |       |       |    |       |       |       |       |       |  |

La sexta partida del Campeonato Mundial de Ajedrez 2014 en Sochi entre Magnus Carlsen y Viswanathan Anand también tuvo un doble error. Carlsen adoptó la configuración Maróczy Bind para ganar espacio contra la Variante Kan de la Defensa Siciliana, y aceptó un conjunto de peones doblados aislados a cambio de un juego activo. Después de un temprano cambio de dama, pronto desarrolló una posición dominante y parecía tener excelentes posibilidades de ganar. En su movimiento 26, Carlsen jugó 26. Rd2??, dándose cuenta inmediatamente después de hacer el movimiento de que 26... Cxe5! (con un ataque descubierto a la torre de g4) 27. Txg8 Cxc4+    (zwischenzug) 28. Rd3 Cb2+ 29. Re2 Txg8 lleva a las negras a tomar dos peones extra y obtener excelentes oportunidades de ganar. Anand, sin esperar el error garrafal, respondió con 26... a4?? en menos de un minuto. Él también vio la táctica perdida inmediatamente después de realizar su movimiento. Carlsen no cometió más errores y convirtió su ventaja en victoria. 

### Alireza Firouzja vs. Magnus Carlsen
|    |    |    |       |       |       |    |    |    |  |
|    | a8 | b8 | c8    | d8    | e8    | f8 | g8 | h8 |  |
| a7 | b7 | c7 | d7    | e7    | f7    | g7 | h7 |    |  |
| a6 | b6 | c6 | d6 kd | e6    | f6 pd | g6 | h6 |    |  |
| a5 | b5 | c5 | d5    | e5 pd | f5    | g5 | h5 |    |  |
| a4 | b4 | c4 | d4    | e4 pl | f4    | g4 | h4 |    |  |
| a3 | b3 | c3 | d3 kl | e3    | f3    | g3 | h3 |    |  |
| a2 | b2 | c2 | d2    | e2    | f2    | g2 | h2 |    |  |
| a1 | b1 | c1 | d1    | e1    | f1    | g1 | h1 |    |  |
|    |    |    |       |       |       |    |    |    |  |

En este final de peones (de una partida de 2020), las blancas tienen un peón de menos y, para mantener las tablas, necesitan conservar su último peón o (si las negras deciden jugar Re6 seguido de f5) acercar al rey lo suficiente. a la columna e y evitar que el rey alcance las casillas clave. El movimiento correcto para empatar es 69. ¡Rd2! , cuando 69... Rc5 70. Rc3 mantiene la oposición e impide que las negras penetren, mientras que 69... Re6 70. Re3 f5 71.exf5+ Rxf5 72. Rf3 impide que el rey avance más y alcance una casilla clave. En cambio, las blancas cometen un error con 69. Rc3?? y después del 69... Rc5 las blancas renuncian, al perder su último peón: 70. Rb3 Rd4 o 70. Rd3 Rb4 71. Re3 Rc4 72. Rf3 Rd4 73. Rg3 Rxe4. Por tanto, la posición tras 69.Rc3?? Rc5 es un zugzwang recíproco: si las negras se movieran, sería un empate, mientras que si las blancas se movieran, las negras ganarían.

### Ian Nepomniachtchi vs. Magnus Carlsen
|       |       |       |    |       |       |       |       |    |  |
|       | a8    | b8    | c8 | d8 rd | e8 bd | f8    | g8 kd | h8 |  |
| a7    | b7 bl | c7 pd | d7 | e7    | f7 pd | g7 pd | h7    |    |  |
| a6    | b6    | c6    | d6 | e6 pd | f6    | g6    | h6    |    |  |
| a5    | b5    | c5    | d5 | e5 pl | f5    | g5    | h5 pd |    |  |
| a4 rd | b4    | c4 pl | d4 | e4    | f4    | g4 nd | h4 pl |    |  |
| a3    | b3 nl | c3    | d3 | e3    | f3    | g3 pl | h3    |    |  |
| a2 pl | b2    | c2    | d2 | e2    | f2 pl | g2    | h2    |    |  |
| a1 rl | b1    | c1    | d1 | e1 rl | f1    | g1 kl | h1    |    |  |
|       |       |       |    |       |       |       |       |    |  |

Durante la novena partida entre Ian Nepomniachtchi y Magnus Carlsen en el Campeonato Mundial de Ajedrez 2021, la partida estuvo igualada hasta que Nepomniachtchi jugó 27.c5?? . Esta jugada le dio la ventaja a Carlsen, ya que tras 27... c6, el alfil blanco en b7 queda atrapado y el caballo en b3 no puede moverse a c5 para defenderlo. La partida siguió con 28.f3 Ch6 29. Te4 Ta7 30. Tb4 Tb8 31.a4 Taxb7, dejando a Carlsen con un alfil de ventaja. Nepomniachtchi abandonó ocho movimientos después.
Nepomniachtchi había cometido un error previo en la partida 8 y lo volvería a cometer en la partida 11, perdiendo en ambas ocasiones un peón y dándole a Carlsen posiciones ganadoras que convirtió para ganar la partida. Los jugadores de ajedrez y los comentaristas creían ampliamente que el estado mental de Nepomniachtchi se vio significativamente afectado por la partida 6 de casi 8 horas de duración, y que el error garrafal en la partida 11 podría haber sido que él se rindiera en la partida para terminar de una vez.

## Dimisión en puestos ganados
A veces los jugadores, incluidos los grandes maestros, renuncian en una posición en la que están ganando. El historiador del ajedrez Tim Krabbé llama a este tipo de error "el último error". 

### Ignatz von Popiel vs. Georg Marco
|       |       |    |       |       |       |       |       |       |  |
|       | a8    | b8 | c8    | d8    | e8    | f8    | g8    | h8 kd |  |
| a7    | b7 bd | c7 | d7 rd | e7    | f7    | g7 pd | h7    |       |  |
| a6 pd | b6    | c6 | d6    | e6    | f6    | g6    | h6 pd |       |  |
| a5    | b5 pd | c5 | d5    | e5 qd | f5 nl | g5    | h5    |       |  |
| a4    | b4    | c4 | d4 bd | e4 pl | f4    | g4    | h4    |       |  |
| a3    | b3    | c3 | d3 ql | e3    | f3    | g3    | h3    |       |  |
| a2 pl | b2    | c2 | d2    | e2    | f2    | g2 pl | h2 pl |       |  |
| a1    | b1 bl | c1 | d1 rl | e1    | f1    | g1    | h1 kl |       |  |
|       |       |    |       |       |       |       |       |       |  |

En esta partida de 1902 entre Ignatz von Popiel y Georg Marco, el alfil negro en d4 está inmovilizado a la torre en d7, y no hay piezas amigas adicionales que salgan en su defensa. Al no ver forma de salvar su alfil, las negras renunciaron, perdiendo 36... Ag1!, amenazante ... Dxh2# y sin dejar posibilidad a las blancas de salvar a su dama y a su torre mientras evitaban el jaque mate. Tim Krabbé llamó a este "el ejemplo más antiguo, más famoso y más claro" de dimitir con una posición ganadora. 

### György Négyesy vs. Károly Honfi
|       |       |       |    |       |       |       |       |    |  |
|       | a8    | b8    | c8 | d8 rd | e8    | f8    | g8 kd | h8 |  |
| a7 pd | b7 pd | c7    | d7 | e7 pd | f7 pd | g7    | h7 pd |    |  |
| a6    | b6    | c6    | d6 | e6 qd | f6    | g6    | h6    |    |  |
| a5    | b5    | c5    | d5 | e5    | f5    | g5 pd | h5 bd |    |  |
| a4    | b4 nd | c4    | d4 | e4 pl | f4    | g4    | h4    |    |  |
| a3    | b3    | c3 nl | d3 | e3    | f3 pl | g3    | h3    |    |  |
| a2 pl | b2 pl | c2    | d2 | e2    | f2 ql | g2 pl | h2 pl |    |  |
| a1    | b1 kl | c1    | d1 | e1    | f1 bl | g1    | h1 rl |    |  |
|       |       |       |    |       |       |       |       |    |  |

En esta partida disputada en Budapest en 1955, las negras vieron que el caballo blanco de c3 se detenía... Rd1#. Por lo tanto, las negras jugaron 19... Dxa2+??, desviando al caballero. White estuvo de acuerdo y renunció. Ambos jugadores lo pasaron por alto tras el 20. Cxa2 Td1+, el caballo desviado aún puede detener el mate con 21. Cc1.

### Raúl Sanguineti vs. Miguel Najdorf
|    |    |       |       |       |       |       |       |    |  |
|    | a8 | b8    | c8    | d8    | e8    | f8 ql | g8    | h8 |  |
| a7 | b7 | c7 kl | d7    | e7    | f7    | g7    | h7    |    |  |
| a6 | b6 | c6 pd | d6    | e6 kd | f6 pd | g6 bd | h6 pd |    |  |
| a5 | b5 | c5    | d5 pd | e5    | f5    | g5 pd | h5    |    |  |
| a4 | b4 | c4    | d4 pl | e4 rd | f4    | g4 pl | h4    |    |  |
| a3 | b3 | c3    | d3    | e3    | f3    | g3    | h3    |    |  |
| a2 | b2 | c2    | d2    | e2    | f2    | g2    | h2    |    |  |
| a1 | b1 | c1    | d1    | e1    | f1    | g1    | h1    |    |  |
|    |    |       |       |       |       |       |       |    |  |

Las negras tienen una ventaja material sustancial, pero debido a la escasa seguridad del rey de las negras, las blancas tienen una victoria forzada. Lo correcto es 58. Dg8+ ganando el alfil (ya que 58...Af7 59.Dd8 deja dos amenazas de mate que no se pueden detener al mismo tiempo). En cambio, las blancas jugaron 58. Rd8?? (amenazando 59.De7#), pensando que ganó en el acto. Miguel estuvo de acuerdo y renunció. Ambos jugadores pasaron por alto la defensa 58... Txg4, ganando más material y permitiendo al rey negro escapar a f5. Con el rey en d8, las blancas no pueden jugar Dc8+, lo que habría ganado la torre.

### Víctor Korchnoi vs. Geert Van der Stricht
|       |       |       |       |       |       |       |       |       |  |
|       | a8    | b8    | c8    | d8    | e8    | f8    | g8 rd | h8 kd |  |
| a7    | b7    | c7    | d7    | e7    | f7 pd | g7 pd | h7    |       |  |
| a6    | b6    | c6 pd | d6 nd | e6 qd | f6    | g6 rl | h6 pd |       |  |
| a5    | b5 pd | c5    | d5 pd | e5 bl | f5    | g5    | h5 ql |       |  |
| a4    | b4    | c4 nd | d4 pl | e4    | f4    | g4    | h4    |       |  |
| a3    | b3    | c3 pl | d3 bl | e3    | f3 pl | g3    | h3    |       |  |
| a2 pl | b2    | c2    | d2    | e2    | f2 pl | g2 kl | h2 pl |       |  |
| a1    | b1    | c1    | d1    | e1    | f1    | g1    | h1    |       |  |
|       |       |       |       |       |       |       |       |       |  |

Aquí, las negras parecen indefensas ante las amenazas del flanco de rey de las blancas. De acuerdo con esta idea, Black renunció – presumiblemente viendo 36... Cxe5! 37. Txe6 Cxd3 (amenazando 38...Cf4+ y 38...fxe6) 38. Txh6+ gxh6 39. Dxh6#. Sin embargo, pasó por alto el hecho de que el rey blanco estaba alineado con la torre negra, por lo que 38... gxh6+ hubiera sido jaque y 39. Dxh6# es ilegal.  Después del 39. Rf1 Tg6, las negras defienden su peón h6 y tienen una ventaja material decisiva.